# Mike Mussina
Michael Cole Mussina (ur. 8 grudnia 1968) – amerykański baseballista, który występował na pozycji miotacza.

## Przebieg kariery
Mussina studiował na Stanford University, gdzie w latach 1988–1990 grał w drużynie uniwersyteckiej Stanford Cardinal; w 1988 wygrał z tym zespołem College World Series. W czerwcu 1990 został wybrany w 11. rundzie draftu przez Baltimore Orioles i początkowo występował w klubach farmerskich tego zespołu, między innymi w Rochester Red Wings, reprezentującym poziom Triple-A. W Major League Baseball zadebiutował 4 sierpnia 1991 w meczu przeciwko Chicago White Sox, w którym zanotował porażkę. Pierwsze zwycięstwo zaliczył dziesięć dni później w trzecim starcie. Rok później po raz pierwszy został wybrany do Meczu Gwiazd. W sezonie 1995 zaliczył najwięcej zwycięstw (19) i shutoutów (4) w MLB.
W listopadzie 2000 jako wolny agent podpisał sześcioletni kontrakt wart 88,5 miliona dolarów z New York Yankees. 21 sierpnia 2001 w meczu przeciwko Boston Red Sox był bliski zaliczenia perfect game; po wyeliminowaniu 26 pałkarzy oddał uderzenie, single. 25 czerwca 2006 w meczu międzyligowym z Florida Marlins zaliczył 2500. strikeout jako 28. zawodnik w historii MLB. W 2008 zanotował 20 zwycięstw i został piątym miotaczem od 1900, który osiągnął ten pułap w ostatnim sezonie kariery zawodniczej.
W 2019 został uhonorowany członkostwem w Baseball Hall of Fame.

## Nagrody i wyróżnienia
| Nagroda/wyróżnienie   | Lata                         | Źródło |
| 5× All-Star           | 1992, 1993, 1994, 1997, 1999 | [ 2 ]  |
| 7× Gold Glove Award   | 1996–1999, 2001, 2003, 2008  | [ 2 ]  |
| Baseball Hall of Fame | od 2019                      | [ 8 ]  |